# Буковський Врх (Словенія)
Буковський Врх (словен. Bukovski Vrh) — мале поселення в общині Толмин, Регіон Горишка, Словенія. Висота над рівнем моря: 830,2 м. Розташоване над Буково.